# Bonge
Bonge (llamada oficialmente San Mamede de Bonxe) es una parroquia española del municipio de Otero de Rey, en la provincia de Lugo, Galicia.

## Otras denominaciones y tradiciones
La parroquia también es conocida por el nombre de San Mamed de Bonxe o por San Mamed de Bonge.
Ha sido documentada como terra de oleiros de A Terra Chá (penillanura central lucense).

## Organización territorial
La parroquia está formada por nueve entidades de población:
- Bouzas
- Caxigal
- Eirexe
- O Granxo
- As Lombas
- Restriz
- Subida (A Subida)
- Veiga
- Vigo

## Demografía
| Gráfica de evolución demográfica de Bonge entre 2000 y 2020 |
|                                                             |
| Datos según el nomenclátor publicado por el INE.            |